# بخشایش
بَخشایِش یکی از شهرهای استان آذربایجان شرقی است که در بخش مرکزی شهرستان هریس واقع شده‌است. جمعیت این شهر، طبق سرشماری عمومی نفوس و مسکن سال ۱۳۹۰ خورشیدی، بالغ بر ۵٬۰۹۸ نفر می‌باشد
بخشایش به دلیل تعزیه خوانی های دیدنی و بزرگترین شبیه خوانی ایران معروف است